# Otakar Mareček
Otakar Mareček (Prága, 1943. június 14. – 2020. január 25.) olimpiai bronzérmes cseh evezős.

## Pályafutása
Az 1972-es müncheni olimpián kormányos négyesben társaival (Karel Neffe, Vladimír Jánoš, František Provazník, Vladimír Petříček) bronzérmet szerzett. 1963 és 1973 között három Európa-bajnoki bronzérmet nyert.

## Sikerei, díjai
- Olimpiai játékok – kormányos négyes
  - bronzérmes: 1972, München
- Európa-bajnokság
  - bronzérmes: 1963 (nyolcas), 1965, 1973 (kormányos négyes)